# Kerstin Knabe
Kerstin Knabe, nascida Claus, (Oschatz, Saxónia, 7 de julho de 1959) é uma antiga atleta alemã, que representou Alemanha Oriental em provas de barreiras altas, durante a década de 1980. Foi campeã europeia em pista coberta (em 1982) e vice-campeã mundial ao ar livre, em 1983.

## Biografia
Entre 1983 e 1976, foi treinada pela campeã olímpica Karin Balzer e o resultado foi o título de campeã europeia de juniores em 1977.
Participou nos Jogos Olímpicos de Moscovo, em 1980, onde ficou na quarta posição da final dos 100 metros com barreiras, fazendo apenas mais um centésimo de segundo que a terceira classificada, a polaca Lucyna Langer. Em setembro de 1982, alcançou a medalha de bronze nos Campeonatos Europeus de Atenas, obtendo o tempo de 12.54 s que haveria de permancer como o seu recorde pessoal em 100 m barreiras.
No ano seguinte, obteve a medalha de prata na primeira edição dos Campeonatos Mundiais de Atletismo, realizada em Helsínquia, na Finlândia. O boicote dos países comunistas impediu-a de estar presente nos Jogos Olímpicos de Verão de 1984, tendo que esperar pelos Jogos de 1988, para voltar a participar numa Olimpíada. No entanto, já na fase descendente da sua carreira, Knabe não passou das semi-finais e assim acabou a carreira sem ganhar qualquer medalha olímpica.
Foi campeã da Alemanha Oriental de 100 m barreiras em 1979 e 1981 e de 60 m barreiras indoor em 1981 e 1982.
Knabe estudou Economia e adquiriu formação em Estética e Beleza Feminina, abrindo, após o final da sua carreira desportiva, o seu próprio salão de beleza na sua cidade natal.